# Art en Europe

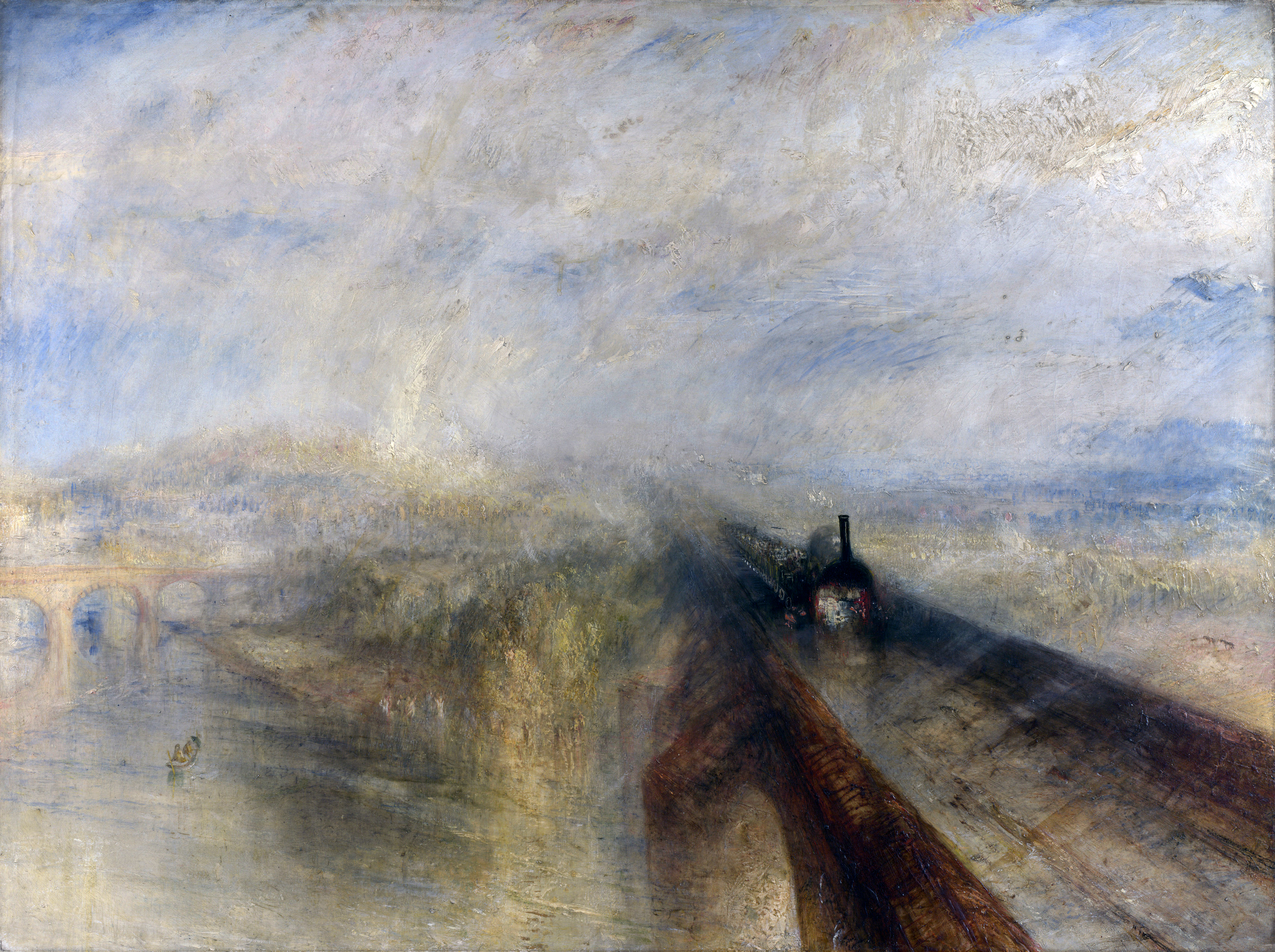
Pluie, Vapeur et Vitesse - Le Grand Chemin de Fer de l’Ouest de Turner.

L'art en Europe, également connu sous le nom d'art occidental, englobe l'histoire des arts visuels en Europe.
L'art préhistorique européen a débuté sous la forme de peintures rupestres et d'art pariétal du paléolithique supérieur et de pétroglyphes, et était caractéristique de la période comprise entre le paléolithique et l'âge du fer. Les histoires écrites de l'art européen commencent souvent avec les civilisations égéennes, datant du troisième millénaire avant J.-C. Cependant, un modèle cohérent de développement artistique en Europe n'apparaît clairement qu'avec l'art de la Grèce antique, qui a été adopté et transformé dans l'art de la Rome antique et transporté, avec l'Empire romain, à travers une grande partie de l'Europe, de l'Afrique du Nord et de l'Asie occidentale.
L'influence de l'art de la période classique a fluctué tout au long des deux mille ans qui ont suivi, semblant se perdre dans un lointain souvenir dans certaines parties de la période médiévale, pour réapparaître à la Renaissance, décliner pendant la période baroque, puis réapparaître sous une forme raffinée dans le néo-classicisme et renaître dans le post-modernisme.
Avant les années 1800, l'Église chrétienne exerçait une influence majeure sur l'art européen et les commandes de l'Église constituaient la principale source de travail des artistes. À la même époque, on observe un regain d'intérêt pour la mythologie classique, les grandes guerres, les héros et héroïnes et les thèmes non liés à la religion. La plupart des œuvres d'art des XIXe et XXe siècle ont été produites sans référence à la religion et souvent sans idéologie particulière, mais l'art a souvent été influencé par des questions politiques, qu'il s'agisse des préoccupations des mécènes ou de celles de l'artiste.
L'art européen est organisé en un certain nombre de périodes stylistiques qui, historiquement, se chevauchent, car différents styles ont fleuri dans différentes régions. Les principales périodes sont les suivantes : classicisme, byzantin, roman, gothique, Renaissance, baroque, rococo, néo-classicisme, moderne, postmoderne et l'art contemporain.

## Principaux mouvements artistiques depuis l'an 1000
La frise suivante présente les périodes d'expression prédominante des différents mouvements artistiques apparus en Europe :

## Galerie

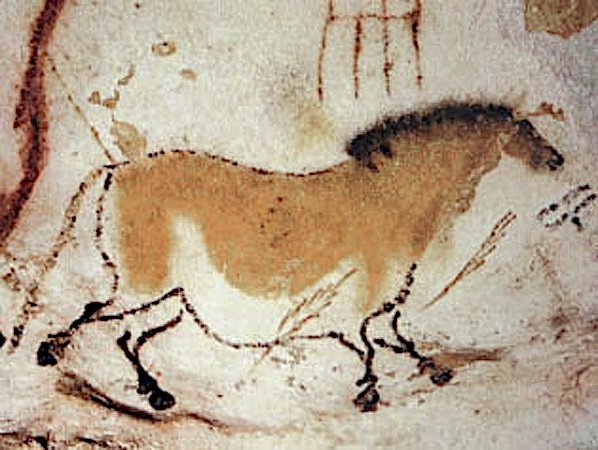
Cheval de la grotte de Lascaux
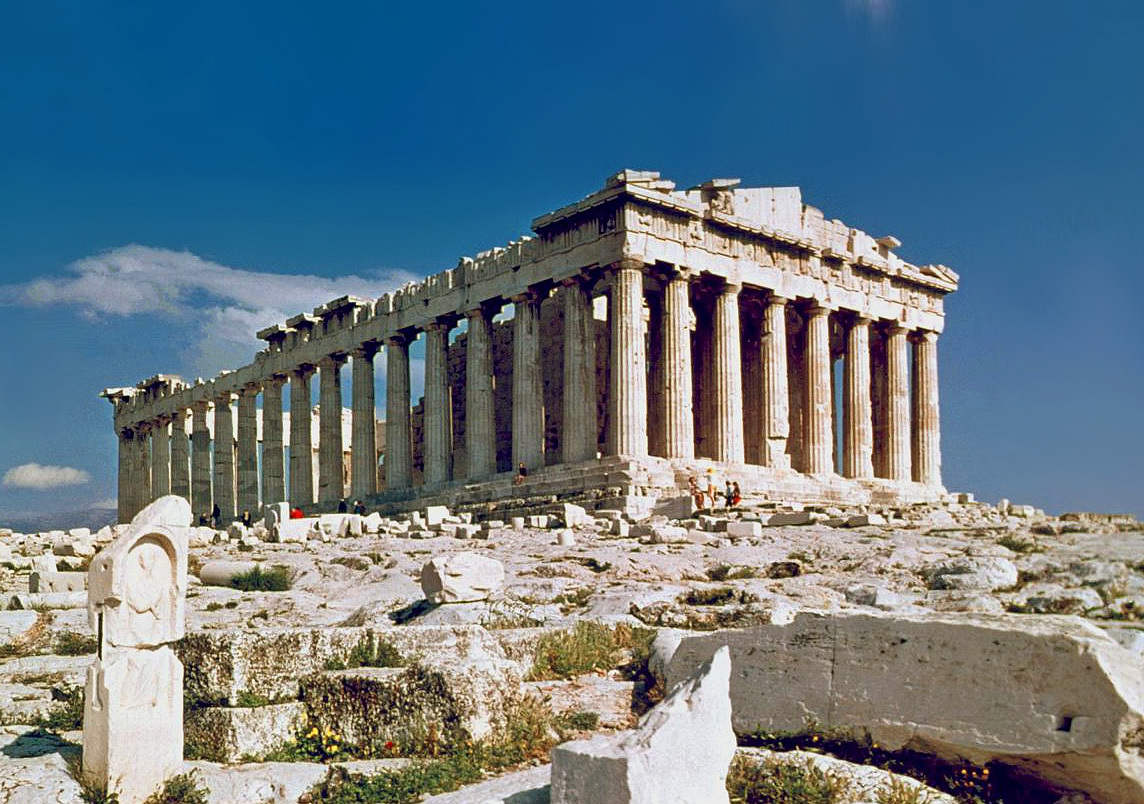
Le Parthénon
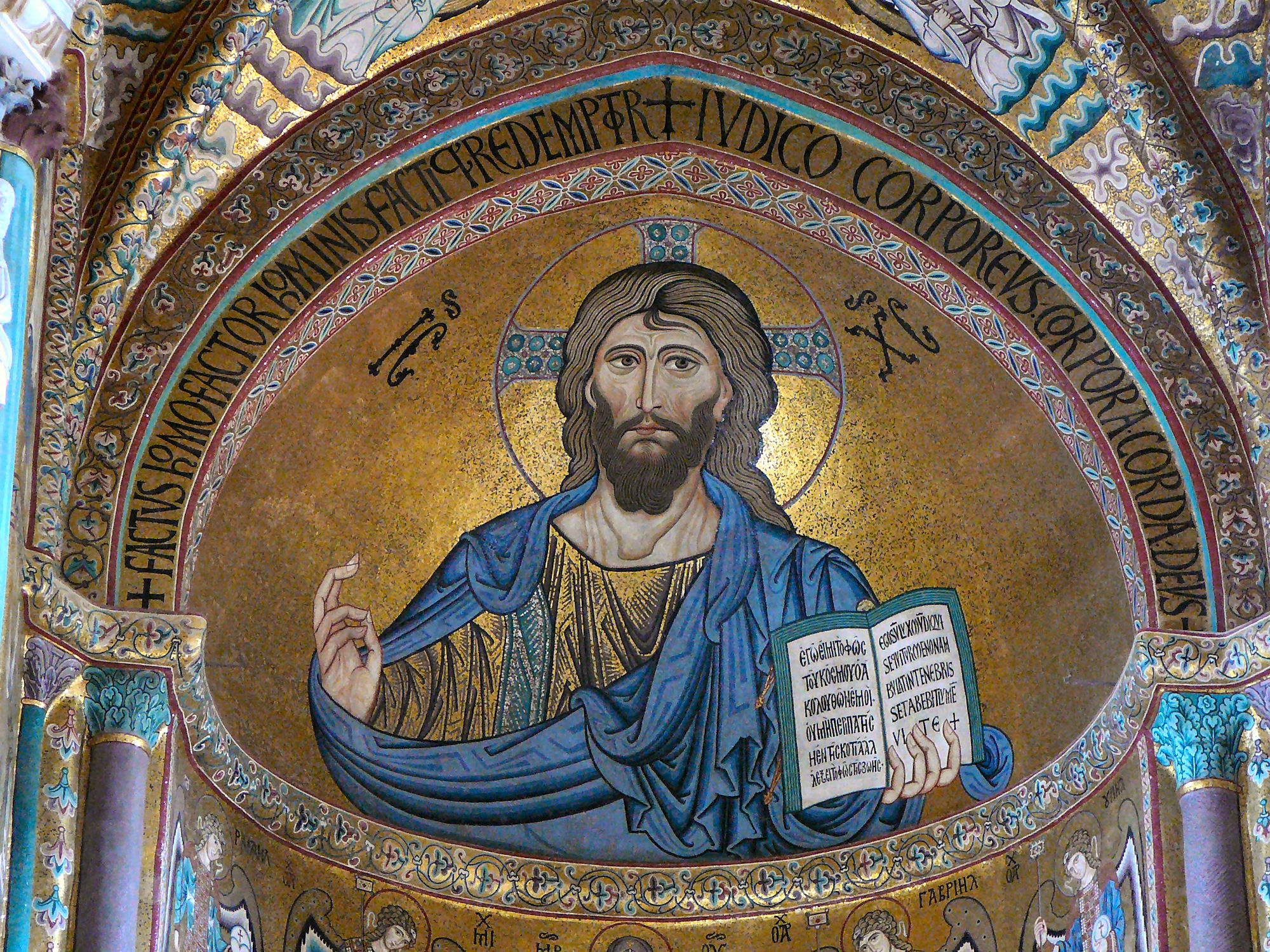
Christ de la cathédrale de Cefalù
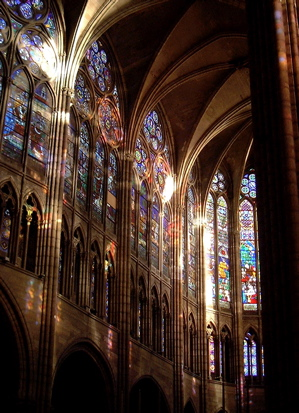
Art gothique de la basilique Saint-Denis
La Naissance de Vénus de Botticelli
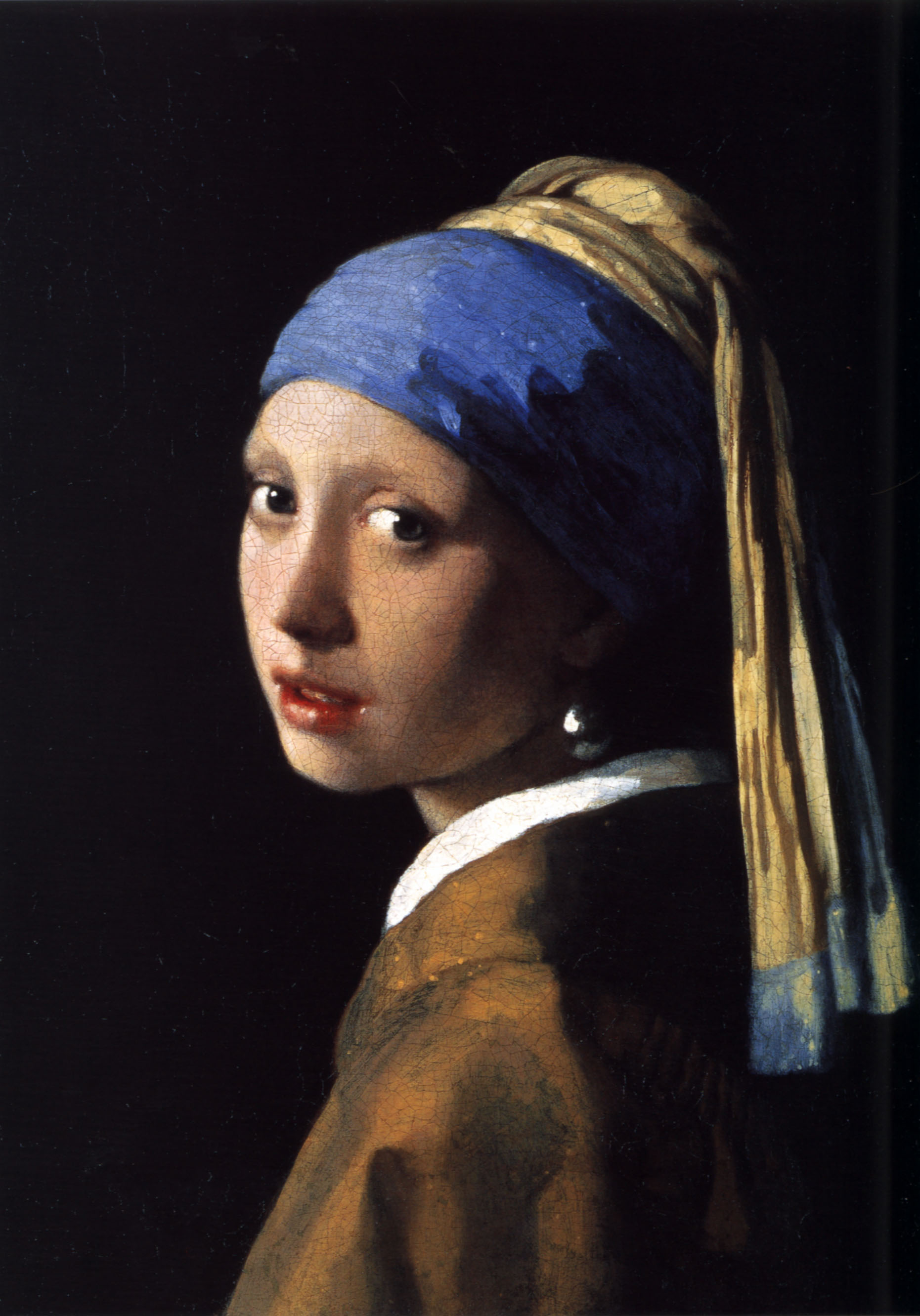
La jeune fille à la perle de Vermeer
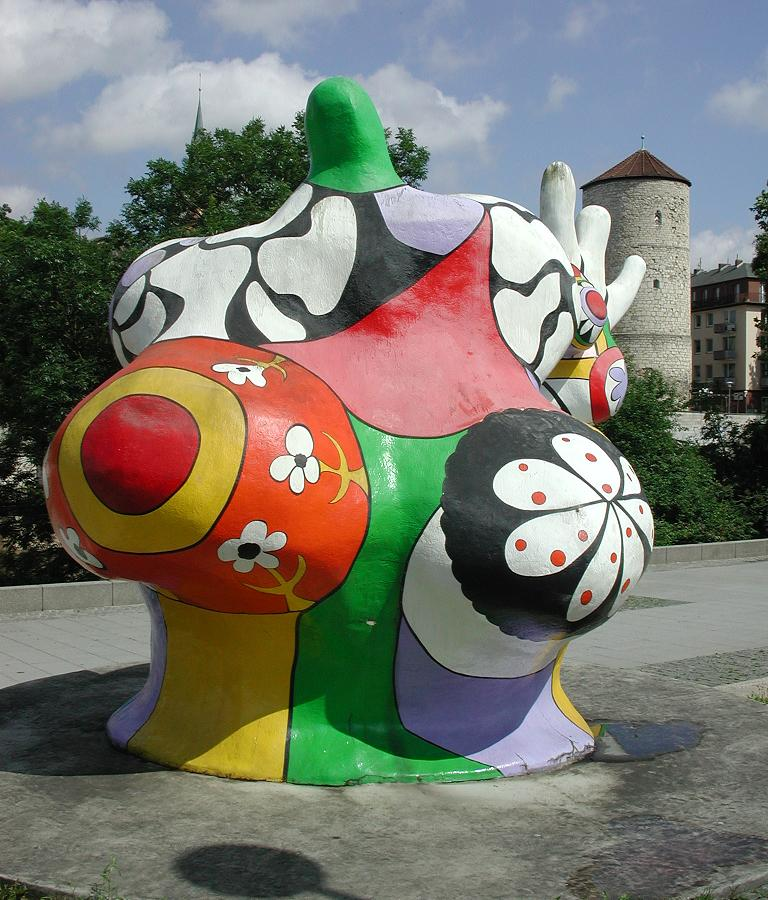
Nana de Niki de Saint Phalle
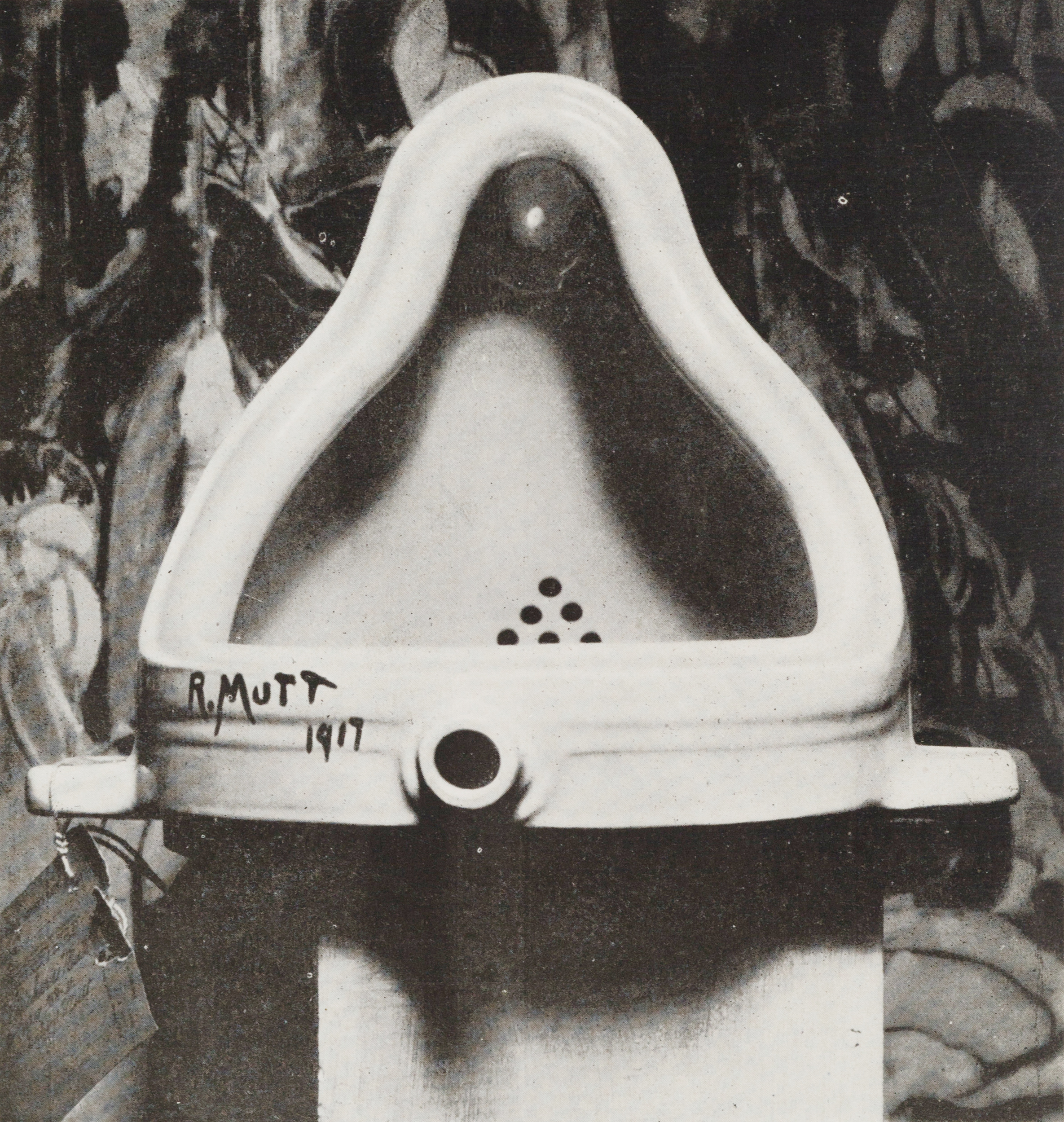
Fontaine de Marcel Duchamp